# Güllük, Milas
Güllük là một thị trấn thuộc huyện Milas, tỉnh Muğla, Thổ Nhĩ Kỳ. Dân số thời điểm năm 2011 là 4.429 người.